# 태미 더크워스
라다 태미 더크워스(영어: Ladda Tammy Duckworth, 1968년 3월 12일 ~ )는 태국 태생의 미국의 민주당 소속 정치인, 전 군인이다. 중국계 태국인 어머니와 미국인 아버지를 두었으며, 미군 헬리콥터 조종사로 이라크 전쟁에 참여했다가 그가 조종하던 UH-60 블랙 호크 기가 이라크 군의 로켓 추진 수류탄 공격에 의해 격추되어 두 다리를 잃는 사고를 겪었다. 이후 오바마 대통령의 권유로 정치인이 되어, 일리노이주 하원의원을 지냈다. 2016년 일리노이주 상원의원 선거에서 전임 마크 커크 공화당 의원을 누르고 당선되었다. 이로써 두 번째 아시아계 상원의원이자 첫 참전 여성 의원이라는 기록을 세웠다.

## 어린 시절
1968년 3월 12일 태국 방콕에서 미국 육군 및 해병대 군인이며 베트남전 등에 참전했던 부친 Franklin Duckworth 과 중국계 태국인 모친 Lamai Sompornpairin 사이에서 태어났다.

## 미 육군 복무
1992년 미국 육군 예비군(U.S. Army Reserve)에 입대하였고, 1996년부터 일리노이주 방위군으로 활동했다. 2004년 이라크전에 파병되어 전투 중 부상을 입었다.

## 정치 활동

### 연방 하원 의원도전
2004년 연방 상원 의원 딕 더빈(일리노이주, 민주당)은 2004년 전쟁 부상에서 회복 중이던 덕워스를 처음 만나, 그가 정치적으로 잠재력이 있다고 보고, 2006년 연방 하원 의원 선거 출마를 처음 권유했다. 더크워스는 민주당 소속으로 전쟁 반대 기치를 내걸고 일리노이주 연방 하원 선거(6지구)에 출마하였다. 하지만 공화당 후보인 Peter Roskam 에게 51%-49%로 석패하였다.
2006년 11월부터 2009년 2월까지 일리노이주 보훈처의 보훈처장(Director)으로 재직하였다. 재직 기간 중 버락 오바마 대통령의 2008 대선 캠페인을 적극 지원했다.

### 연방 보훈부 차관보
더크워스는 2009년 오바마 행정부 출범과 함께 연방 보훈부 차관보에 지명되어 재직하였다. 2010년 미 연방항공국(FAA)으로부터 '고정익 항공기(Fixed-Wing Aircraft)' 조종사 자격을 취득하였다.
연방 하원 선거 재도전을 위해 2011년 6월 중도 퇴직하였다.

### 연방 하원 의원재직
2012년 연방 하원 의원 선거에서 당선되었다. 일리노이주 방위군 중령 신분을 유지하던 중, 2014년 10월 육군 전역 사실을 발표했다.
2014년 선거에서 재선되었다.

### 연방 상원 의원재직
2016년 연방 상원 의원 선거에서 현직의 공화당 소속 마크 커크 일리노이주 상원의원을 상대로, 54.4%-40.3%로 당선되었다.

#### 영아 동반 규정 개정
2018년 4월 둘째를 출산한 후 표결에 참석하기 위해 상원 의회에 출석하려 하였으나, 영아 동반을 곤란하게하는 연방 상원 의사당 규정으로 인해 곤란에 처하였다. 이에 더크워스는 민주당 지도부에 규정을 개정하여 줄 것을 요청했고, 상원 의회에서 투표 중 1살 미만의 영아에게 모유수유하는 것을 허용하는 내용의 규칙 개정안이 표결에 부쳐졌다. 해당 안은 만장일치로 통과되었고, 더크워스는 영아와 함께 출석하여 표결에 참석할 수 있었다.

## 개인 생활
1993년 일리노이주 방위군 브라이언 볼스비 소령과 결혼했다. 연방 하원 의원 재직 중이던 2014년 첫 딸 아비가일(Abigail)을 낳았다. 연방 상원 의원 재직 중이던 2018년 둘째 딸 말리(Maile)를 낳았다. 말리의 출생은 상원의원이 자녀를 낳은 최초의 사례이다.

## 역대 선거 결과
| 선거명      | 직책명                        | 대수  | 정당   | 득표율 | 득표수      | 결과 | 당락                     |
| ----------- | ----------------------------- | ----- | ------ | ------ | ----------- | ---- | ------------------------ |
| 2006년 선거 | 하원의원 (일리노이 제6선거구) | 110대 | 민주당 | 48.65% | 86,572표    | 2위  | 낙선                     |
| 2012년 선거 | 하원의원 (일리노이 제8선거구) | 113대 | 민주당 | 54.74% | 123,206표   | 1위  | 일리노이주 하원의원 당선 |
| 2014년 선거 | 하원의원 (일리노이 제8선거구) | 114대 | 민주당 | 55.73% | 84,178표    | 1위  | 일리노이주 하원의원 당선 |
| 2016년 선거 | 상원의원 (일리노이 제3부)     | 115대 | 민주당 | 54.86% | 3,012,940표 | 1위  | 일리노이주 상원의원 당선 |
| 2022년 선거 | 상원의원 (일리노이 제3부)     | 118대 | 민주당 | 56.82% | 2,329,136표 | 1위  | 일리노이주 상원의원 당선 |